# Civil War Campaign Medal
La Civil War Campaign Medal (en français : Médaille de la campagne de la guerre civile ou Médaille de campagne de la guerre de Sécession) est considérée comme la première médaille de service de campagne des forces armées américaines.
Cette décoration a été décernée aux membres des forces armées américaines qui ont servi pendant la guerre de Sécession (guerre civile américaine) entre 1861 et 1865.

## Création
La médaille a été autorisée pour la première fois en 1905 pour le quarantième anniversaire de la fin de la guerre de Sécession. Le ruban bleu et gris indique les couleurs respectives des uniformes des troupes américaines et confédérées. La Civil War Campaign Medal de l'Armée de terre (US Army) a été créée par le département de la Guerre des États-Unis le 21 janvier 1907, par les General Orders Number 12. Pour être admissible, un soldat devait avoir servi entre le 15 avril 1861 et le 9 avril 1865. La date de clôture a été reportée au 20 août 1866, date de la proclamation du président Andrew Johnson mettant fin à la guerre. La Civil War Campaign Medal correspondante  de la marine (US Navy) a été créée le 27 juin 1908 par le département de la Marine.
L'avers de la Civil War Campaign Medal de l'armée de terre présentait une image gravée d'Abraham Lincoln tandis que les versions de la Marine et du corps des Marines représentaient la bataille de l'USS Monitor et du CSS Virginia à Hampton Roads. Le revers porte les mots "The Civil War 1861-1865" entourés d'une couronne. La médaille a été conçue par Francis D. Millet, un sculpteur réputé qui a péri sur le RMS Titanic en 1912. La médaille a été frappée à la Monnaie de Philadelphie (Philadelphia Mint). La médaille de campagne de la guerre de Sécession n°1 a été décernée au général de division (Major General) Charles F. Humphrey le 26 mai 1909.
La médaille a été créée à l'origine comme un insigne, car le Congrès n'approuvait pas une médaille en raison des coûts qu'elle impliquait. Le ministère de la Guerre était autorisé à créer des insignes, ce qu'il a fait. Cet intérêt était dû en grande partie au fait que plusieurs officiers supérieurs de l'armée étaient des anciens combattants de la guerre de Sécession. Bien que certains récipiendaires aient pu porter une forme quelconque du ruban, les fonds nécessaires pour frapper et émettre la médaille n'ont été affectés par le Congrès qu'en 1956 - 91 ans après la fin de la guerre. C'est cette loi qui a permis au gouvernement américain d'acheter la médaille pour tous les anciens combattants qualifiés, qu'ils soient en service actif ou inactif[4].
En 1918, pour ceux qui avaient été cités pour leur bravoure au combat, l'étoile de citation en argent (Silver Citation Star) a été autorisée comme dispositif de la médaille. Seules six Citation Stars ont été décernées.
Il existe une relation directe entre les banderoles de campagne américaines et la médaille que représente une campagne. La banderole représente la participation de l'unité à une campagne et la médaille représente la participation d'un individu à cette campagne (US Army - quelques différences pour l'US Navy). Lorsqu'une campagne est établie, les unités participantes sont autorisées à recevoir une banderole et chaque membre du service affecté à l'unité pendant la même période est autorisé à recevoir la médaille. Ces médailles sont parfois des médailles de campagne, parfois des médailles de service, mais la relation banderole/médaille demeure normalement. Les unités de l'armée américaine dont l'héritage et la lignée remontent à la guerre de Sécession ont le droit d'arborer une banderole de guerre de Sécession sur leur mât. Cette banderole est moitié bleue et moitié grise, le thème de couleur du deuxième modèle de ruban. Les unités de lignée confédérée utilisent des banderoles de campagne avec le bord gris vers le haut et les unités de lignée de l'Union utilisent des banderoles de campagne avec le bord bleu vers le haut. Le lettrage de campagne nécessite deux ensembles distincts de banderoles pour chaque campagne, un ensemble pour chaque côté.

## Règlement
Le règlement de l'armée de terre (Army Regulation - AR) 600-8-22, chapitre V, section III, paragraphe 5-20, stipule ce qui suit : 
- Civil War Campaign Medal: cette médaille a été créée par l'ordonnance générale 12 du ministère de la Guerre, en 1907. Elle est décernée pour le service entre le 15 avril 1861 et le 9 avril 1865, ou au Texas entre le 15 avril 1861 et le 20 août 1866.

Le Manuel des récompenses de la Marine et du Corps des Marines (Rev. 1953), Partie IV, Section 2, Paragraphe 1, stipule ce qui suit : 
- Civil War Campaign Medal: Cette médaille est décernée aux officiers et au personnel engagé de la marine et du corps des Marines qui ont servi dans le service naval pendant la guerre de Sécession, entre le 15 avril 1861 et le 9 avril 1865. (Ordres spéciaux n° 81 et 82 du 27 juin 1908).

## Source
- (en) Cet article est partiellement ou en totalité issu de l’article de Wikipédia en anglais intitulé « Civil War Campaign Medal » (voir la liste des auteurs).